# Podgorica pri Pečah
Podgorica pri Pečah je naselje v Občini Moravče.